# Lockdown (2009)
Lockdown (2009) foi um evento pay-per-view promovido pela Total Nonstop Action Wrestling, ocorreu no dia 19 de abril de 2009 no Liacouras Center na cidade de Filadélfia, Pensilvânia. Esta foi a quinta edição da cronologia do Lockdown.

## Resultados
| #                              | Lutas | Estipulação                                                                       | Tempo |
| ------------------------------ | --- | --------------------------------------------------------------------------------- | ----- |
| Dark                           | Eric Young derrotou Danny Bonaduce | Steel cage match                                                                  | 03:24 |
| 2                              | Suicide (c) derrotou Jay Lethal, Consequences Creed, Sheik Abdul Bashir e Kiyoshi - Jay Lethal derrotou Kiyoshi (03:13) - Abdul Bashir derrotou Consequences Creed (05:12) - Bashir derrotou Lethal - Suicide escapou da jaula. (11:37) | Xscape match pelo TNA X Division Championship                                     | 11:37 |
| 3                              | ODB derrotou Daffney, Madison Rayne e Sojournor Bolt | Queen of the Cage match                                                           | 06:05 |
| 4                              | The Motor City Machineguns (Chris Sabin e Alex Shelley) (c) derrotaram The Latin American Xchange (Homicide e Hernandez) e No Limit (Naito e Yujiro)                                                                                    | 3-Way Tornado Steel cage match pelo IWGP Junior Heavyweight Tag Team Championship | 11:49 |
| 5                              | Matt Morgan derrotou Abyss | Doomsday Chamber of Blood match                                                   | 12:26 |
| 6                              | Angelina Love derrotou Awesome Kong (c) e Taylor Wilde | 3-Way Dance pelo TNA Knockouts Championship                                       | 06:53 |
| 7                              | Team 3D (Brother Ray e Brother Devon) derrotaram Beer Money, Inc. (Robert Roode e James Storm). Com o resultado Team 3D mantiveram o IWGP Tag Team e venceram o TNA World Tag Team Championship.                                        | Philadelphia Street Fight pelo TNA World Tag Team e IWGP Tag Team Championships   | 14:59 |
| 8                              | Team Jarrett (Jeff Jarrett, Samoa Joe, A.J. Styles e Christopher Daniels) derrotou Team Angle (Kurt Angle, Scott Steiner, Booker T e Kevin Nash)                                                                                        | Lethal Lockdown match                                                             | 23:01 |
| 9                              | Mick Foley derrotou Sting (c) | Singles match pelo TNA World Heavyweight Championship                             | 15:54 |
| (c) - Campeão(s) antes da luta | |                                                                                   |       |